# 佐藤光 (経済学者)
佐藤 光（さとう ひかる、1949年 - ）は、日本の経済学者、大阪市立大学名誉教授。専攻は 社会経済学、宗教経済学。

## 来歴
北海道生まれ。1972年東京大学経済学部卒業、1975年同大学院経済研究科博士課程中退。京都大学経済研究所助手、大阪市立大学経済学部助教授を経て同経済学研究科教授。2013年大阪市立大学名誉教授。
2002年「カール・ポラニー社会哲学の今日的意義」で大阪市大経済学博士。

## 著書
- 『市場社会のブラックホール　宗教経済学序説』東洋経済新報社 1990
- 『ポラニーとベルグソン 世紀末の社会哲学』ミネルヴァ書房 1994
- 『入門・日本の経済改革』PHP新書 1997
- 『バブル以後のバブル時代』秀明出版会（発言者双書）1998
- 『21世紀に保守的であるということ 反時代的考察としての同時代論』ミネルヴァ書房 2000
- 『柳田国男の政治経済学 日本保守主義の源流を求めて』世界思想社 2004
- 『カール・ポランニーの社会哲学 『大転換』以後』ミネルヴァ書房 2006
- 『リベラリズムの再構築 「自由の積極的な保守」のために』書籍工房早山（図書新聞）2008
- 『マイケル・ポランニー「暗黙知」と自由の哲学』講談社選書メチエ、 2010
- 『カール・ポランニーと金融危機以後の世界』晃洋書房、2012
- 『よみがえる田園都市国家　大平正芳、E・ハワード、柳田国男の構想』筑摩書房（ちくま新書）2023

## 編著
- 『生命の産業 バイオテクノロジーの経済倫理学』ナカニシヤ出版 2007
- 『保守的自由主義の可能性 - 知性史からのアプローチ』中澤信彦共編 ナカニシヤ出版 2015